# 가시반디쿠트
가시반디쿠트(학명: Echymipera kalubu, 영어: common spiny bandicoot)는 반디쿠트과에 속하는 유대류의 일종이다. 몸길이는 300mm와 400mm사이로 다양하며, 꼬리는 80~100mm정도이다. 몸무게는 600~2,000g이다. 가시반디쿠트는 뉴기니섬에서 서식한다.